# Sof'ja Petrovna Sojmonova
Sof'ja Petrovna Sojmonova, in russo Софья Петровна Соймонова?, coniugata Svečina (in russo Свечина?) (Mosca, 22 novembre 1782 – Parigi, 26 agosto 1857), è stata una nobildonna russa.

## Biografia
Sof'ja Petrovna era la figlia del Segretario di Stato Pëtr Aleksandrovič Sojmonov (1737-1801) e di sua moglie Ekaterina Ivanovna Boltina (1756-1790). Il suo nome era in onore dell'imperatrice Caterina II, che prima di convertirsi all'ortodossia, si chiamava Sof'ja.
Ebbe un'ottima educazione. Parlava correttamente la sua lingua madre, un'ottima conoscenza delle lingue europee (italiano, inglese, francese e tedesco) ed anche del latino, greco ed ebraico, che, allora, venivano considerati come il fondamento di una solida educazione.
Dopo l'ascesa al trono dell'imperatore Paolo I, Sof'ja divenne damigella d'onore dell'imperatrice Marija Fëdorovna. Non eccellendo in bellezza, ma dotata di una mente brillante e di fascino, godette di grande successo nella società di corte. Era affascinante con la sua irresistibile simpatia, il suo viso piccolo, gli occhi azzurri, la freschezza del suo giovane viso e la grazia della sua andatura.

## Matrimonio
Nel 1800 sposò il generale di fanteria Nikolaj Sergeevič Svečin (1759-11 novembre 1850), che a quel tempo aveva già 42 anni.
Poco dopo il matrimonio, il padre cadde in disgrazia, e venne esiliato da San Pietroburgo e morì a Mosca. Ma, nonostante la disgrazia, la coppia soggiornò a San Pietroburgo. Sof'ja si immerse nella lettura di narrativa, per lo più francese, scritti filosofici di Kant, Hegel, Cartesio. Si dedicò all'educazione della sorella Ekaterina (1790-1873) e alla figlia adottiva. Sof'ja non poteva avere figli. A quanto pare, questo dramma personale l'aiutò a convertirsi al cattolicesimo.

## Morte
Morì a Parigi, il 26 agosto 1857.